# Chandla
Chandla è una suddivisione dell'India, classificata come nagar panchayat, di 10.207 abitanti, situata nel distretto di Chhatarpur, nello stato federato del Madhya Pradesh. In base al numero di abitanti la città rientra nella classe IV (da 10.000 a 19.999 persone).

## Geografia fisica
La città è situata a 25° 4' 60 N e 80° 12' 0 E e ha un'altitudine di 176 m s.l.m..

## Società

### Evoluzione demografica
Al censimento del 2001 la popolazione di Chandla assommava a 10.207 persone, delle quali 5.460 maschi e 4.747 femmine. I bambini di età inferiore o uguale ai sei anni assommavano a 1.992, dei quali 1.005 maschi e 987 femmine. Infine, coloro che erano in grado di saper almeno leggere e scrivere erano 5.794, dei quali 3.598 maschi e 2.196 femmine.